# Union Internationale du Cinéma
Die Union Internationale du Cinéma (UNICA) ist eine unabhängige internationale Organisation zur
- Förderung der Herstellung von Filmen und Videos als Instrumente der internationalen Verständigung
- Unterstützung der internationalen kulturellen Zusammenarbeit und zur Anerkennung der Unabhängigkeit und Meinungsfreiheit der Mitgliedsföderationen.
- Vertretung der Mitgliedsföderationen bei der UNESCO.

mit Sitz in Paris.

## Aufgaben
Die UNICA ist Mitglied des zuständigen UNESCO-Rates. Das höchste Organ der UNICA ist die Generalversammlung, an der alle Mitgliedsföderationen das Recht zur Teilnahme und Abstimmung haben. Geleitet wird die UNICA von einem Komitee, das sich aus 10 Mitgliedern zusammensetzt und für drei Jahre durch die Generalversammlung gewählt wird.
Das Filmarchiv der UNICA wurde 1938 eingerichtet und enthält gegenwärtig über 900 Film- und Videoarbeiten.
Das älteste Werk stammt aus dem Jahr 1935. Die Film- und Videokopien des Archivs sind von ihren Herstellern und den entsprechenden Föderationen kostenlos überlassen worden. Die Mitgliedsföderationen haben Zugang zu einem Katalog mit ausführlichen Informationen über die Archivtitel.
Auf Anfrage unterstützt die UNICA internationale Filmfestivals, die sich verpflichten, die Patronatsregeln einzuhalten. Für diese Veranstaltungen wird eine besondere UNICA-Medaille angeboten, die von den Organisatoren vergeben wird.
Die nationalen Föderationen werden über die neuesten Entwicklungen auf dem Markt durch UNICA News auf dem Laufenden gehalten, einem Informationsblatt, das drei oder vier Mal jährlich in verschiedenen Sprachen veröffentlicht wird. Andere Veröffentlichungen werden außerdem bei besonderen Gelegenheiten herausgegeben.
Die Generalversammlung ist ein jährliches Forum, auf dem sich die Mitgliedsföderationen treffen, um zu diskutieren und über Angelegenheiten, die für die zukünftige Entwicklung der UNICA wichtig sind, zu entscheiden.
Höhepunkt der jährlichen Treffens der UNICA ist der „Nationen-Filmwettbewerb“, auf der jede Föderation eine Filmauswahl, die während des vorangegangenen Jahres hergestellt wurde, vorstellt. Es werden Preise durch eine internationale Jury, der auch professionelle Filmemacher angehören, verliehen; die interessantesten Arbeiten werden mit Gold-, Silber- oder Bronzemedaillen ausgezeichnet. Der UNICA-Jeunesse-Wettbewerb ist für Filmemacher bis 25 Jahre vorgesehen. Er ist in die Länderprogramme einbezogen. Der World Minute Movie Cup ist auch für Nichtmitglieder offen. Es ist ein Wettbewerb für Kurzfilme mit einer Länge bis zu 1 Minute. Die Schlussdiskussion der Jury, in der über die jährlichen Preisträgerfilme entschieden wird, ist öffentlich.
Das Publikum hat die Möglichkeit auf dieser Veranstaltung die Filmemacher zu treffen und über die gezeigten Filme zu diskutieren. Die Diskussionen werden mit Hilfe von Simultanübersetzern durchgeführt. Es gibt auch Foren über verschiedene Themen, die für die Teilnehmer und UNICA-Mitglieder, die sich hier zum Austausch von Ideen und Erfahrungen treffen, von Interesse sind.
Das UNICA-Komitee und die Organisatoren des Kongresses bemühen sich, Kontakte zwischen
Filmemachern, dem Publikum und den Nichtmitgliedern zu fördern.
Das Programm eines Kongresses schließt auch verschiedene Freizeitaktivitäten und andere gesellschaftliche Veranstaltungen ein.

## Bisher durchgeführte UNICA-Kongresse
- 1931 Brüssel (Belgien) – 1. Internationaler Amateurfilm-Wettbewerb. Teilnahme von 5 Ländern.
- 1932 Amsterdam (Niederlande)
- 1933 Paris (Frankreich) – 17 Föderationen nehmen am 3. Wettbewerb teil unter Vorsitz von Louis Lumiere
- 1935 Barcelona (Spanien) – 1. Internationaler Kongress der Amateurfilmer
- 1936 Berlin (Deutschland) – Beschluss eine internationale Föderation einzurichten
- 1937 Paris (Frankreich) – Gründung der UNICA während der Weltausstellung
- 1938 Wien (Österreich) – Gründung des Filmarchivs
- 1939 Zürich (Schweiz) – Der Kongress wird in Verbindung mit der Schweizer Nationalausstellung zwei Monate vor dem Beginn des Zweiten Weltkrieges durchgeführt

Während der Zeit des Zweiten Weltkrieges und 1945 fanden keine UNICA-Kongresse statt.
- 1946 Lugano (Schweiz) – Wiederbelebung der UNICA
- 1947 Stockholm (Schweden) – Der Kongress legt die ersten Statuten der Organisation vor
- 1948 Marienbad (CS)
- 1949 Campo de’ Fiori (Italien)
- 1950 Bad Mondorf (Luxemburg)
- 1951 Glasgow (Großbritannien) Das offizielle Emblem wird eingeführt
- 1952 Barcelona (Spanien)
- 1953 Brüssel (Belgien)
- 1954 Lissabon (Portugal)
- 1955 Angers (Frankreich) – Der Begriff des Amateur- bzw. nicht professionellen Films wird definiert als “ein Werk, hergestellt von einem Einzelnen oder einer Gruppe, die nicht aus Profit oder wegen finanziellen Gewinns arbeiten”
- 1956 Zürich (Schweiz)
- 1957 Rom (Italien)
- 1958 Bad Ems (Deutschland)
- 1959 Helsinki (Finnland) – Die UNICA wird von der UNESCO am 23. Februar als Mitglied der IFTC aufgenommen
- 1960 Évian-les-Bains (Frankreich)
- 1961 Mülhausen (Frankreich)
- 1962 Wien (Österreich)
- 1963 Hannover (Deutschland) Neue Statuten, KOBENHAVN – NYBORG (Dänemark) – Jährlicher Kongress
- 1964 Amsterdam (Niederlande)
- 1965 Dubrovnik (Jugoslawien)
- 1966 Marienbad (CS)
- 1967 Sant Feliu de Guíxols (Spanien)
- 1968 Salerno (Italien)
- 1969 Luxemburg (Luxemburg)
- 1970 Sousse (Tunesien) – 1. Kongress außerhalb Europas
- 1971 Montreux (Schweiz)
- 1972 Estoril (Portugal)
- 1973 Ostende (Belgien)
- 1974 Köln (Deutschland) – 1. “UNICA-Jeunesse” Wettbewerb
- 1975 Thorn (Volksrepublik Polen)
- 1976 Baden (Österreich) Umbenennung in “Union Internationale du Cinéma non-professionnel”
- 1977 Maastricht (Niederlande)
- 1978 Baku (Sowjetunion) – 1. Wettbewerb “Thema des Jahres”
- 1979 Turku (Finnland) – Neue Statuten und Regeln
- 1980 Baden (Schweiz)
- 1981 Siófok (Ungarn)
- 1982 Aachen (Deutschland) – Vorlesung über Videokunst
- 1983 Saint-Nazaire (Frankreich)
- 1984 Karl-Marx-Stadt (DDR)
- 1985 Mar del Plata (Argentinien)
- 1986 Tallinn (Sowjetunion)
- 1987 Graz (Österreich)
- 1988 Zagreb (Jugoslawien) – Einführung von Video
- 1989 Baden-Baden (Deutschland)
- 1990 Västerås (Schweden) – 1. World Minute Movie Cup
- 1991 St. Gallen (Schweiz)
- 1992 Lido degli Estensi (Italien)
- 1993 Villa Carlos Paz (Argentinien)
- 1994 Hradec Králové (Tschechien)
- 1995 Bourges (Frankreich) – 100. Geburtstag des Films
- 1996 Almelo (Niederlande)
- 1997 Warschau (Polen)
- 1998 Zillertal (Österreich)
- 1999 Lappeenranta (Finnland)
- 2000 Roermond (Niederlande)
- 2001 Tallinn (Estland)
- 2002 Luxemburg (Luxemburg)
- 2003 Warschau (Polen)
- 2004 Veitshöchheim (Deutschland)
- 2005 Blankenberge (Belgien) – Umbenennung in „UNION INTERNATIONALE DU CINÉMA“
- 2006 Gyeongju (Südkorea)
- 2007 Liptovský Mikuláš (Slowakei)
- 2008 Hammamet (Tunesien)
- 2009 Danzig (Gdańsk) (Polen)
- 2010 Einsiedeln (Schweiz)
- 2011 Luxemburg (Stadt) (Luxemburg)
- 2012 Russe (Bulgarien)
- 2013 Fieberbrunn (Österreich)
- 2014 Piešťany (Slowakei)
- 2015 Sankt Petersburg (Russische Föderation)
- 2016 Suceava (Rumänien)
- 2017 Dortmund (Deutschland)
- 2018 Blansko (Tschechien)
- 2019 Zeist (Niederlande)
- 2020 nur Digital (Norwegen), UNICA-Wettbewerb wegen Corona ausgefallen
- 2021 ausgefallen wegen Corona
- 2024 Poznań, Poland

## Geplante UNICA – Kongresse
- UNiCA 2025, 17.–22. August, Birmingham, UK